# Деніс Марконато
Деніс Марконато (італ. Denis Marconato, 29 липня 1975) — італійський баскетболіст.
Срібний призер Олімпійських Ігор 2004 року, учасник 2000 року.
Чемпіон Європи 1999 року, срібний призер 1997 року, бронзовий призер 2003 року.